# Jogo eletrônico de luta

A imagem mostra um jogo de luta com dois lutadores em silhueta: o de silhueta preta (Player 1) ataca com um chute, enquanto a de silhueta azul (Player 2) se defende. As barras acima indicam a vida de cada jogador, com o azul em desvantagem.

Jogo eletrônico de luta é um gênero de videogame baseado em combate corpo a corpo entre um número limitado de personagens, em um estágio em que os limites são fixos. Os personagens lutam entre si até derrotar seus oponentes ou o tempo expirar. As partidas normalmente consistem em várias rodadas, em uma arena, com cada personagem tendo habilidades diferentes, mas é relativamente viável escolher. Os jogadores devem dominar técnicas como bloquear, contra-atacar e encadear ataques em "combos". A partir do início dos anos 90, a maioria dos jogos de luta permitia ao jogador aplicar ataques especiais executando combinações de entradas específicas. O gênero do jogo de luta está relacionado, mas distinto, aos beat'em ups, que envolvem um grande número de inimigos contra o jogador humano.
O primeiro jogo de luta de punhos foi o Heavyweight Champ em 1976, mas foi Karate Champ que popularizou os jogos individuais de artes marciais nos arcades em 1984. No ano seguinte, Yie Ar Kung-Fu apresentou antagonistas com estilos de luta diferentes e introduzindo barras de vida, enquanto Way of the Exploding Fist popularizou ainda mais o gênero nos consoles domésticos. Em 1987, Street Fighter introduziu ataques especiais ocultos. Em 1991, o bem-sucedido Street Fighter II da Capcom refinou e popularizou muitas das convenções do gênero. O jogo eletrônico de luta subsequentemente se tornou o gênero de destaque nos videogames competitivos no início e meados da década de 1990, principalmente nos arcades. Este período gerou dezenas de outros jogos de luta populares, incluindo franquias como The King of Fighters, Mortal Kombat, Street Fighter, Tekken, Killer Instinct e Virtua Fighter. Existem também outros jogos de lutas baseado em animes como Saint Seiya, Dragon Ball e Naruto.